# Зала слави Світової легкої атлетики

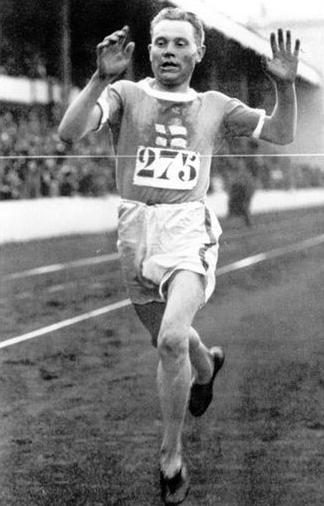
Пааво Нурмі

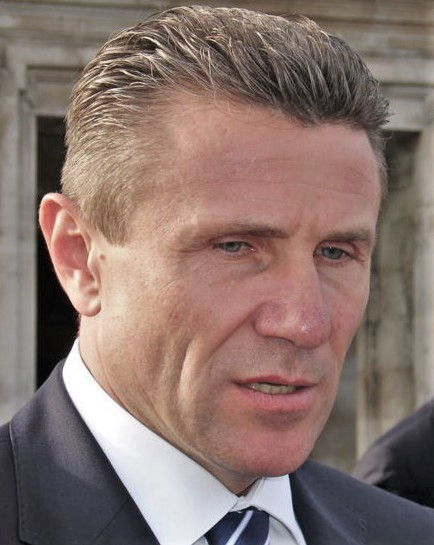
Сергій Бубка

Зала Слави IAAF (англ. IAAF Hall of Fame) — заснована 2012 року на честь 100-річного ювілею ІААФ з метою вшанування найзначніших досягнень легкоатлетів  та підвищення інформованості суспільства стосовно легкої атлетики як виду спорту, її багатої історії та досягнень.
Запис у Залі Слави - найвища відзнака досягнень легкоатлета, вінець спортивної кар’єри, що віншує його перемоги і рекорди.

## Створення та інавгурація
Оголошення про створення Зали Слави ІААФ – 8 березня 2012.
Відкриття Зали Слави ІААФ та інавгурація достойників – у листопаді, 24 числа в Барселоні на підсумковому Святкуванні 100-річчя ІААФ.
Від моменту оголошення до інавгурації  - період, протягом якого названі імена 24 легкоатлетів, котрі започатковують Залу Слави ІААФ. 
Оприлюднення імен - на честь певної спортивної події впродовж року 100-літнього ювілею ІААФ.
У момент оголошення про створення Зали Слави ІААФ – оприлюднені імена дванадцятьох легкоатлетів. Ще імена дванадцятьох спортсменів оприлюднили протягом піврічної підготовки до святкування ювілею.

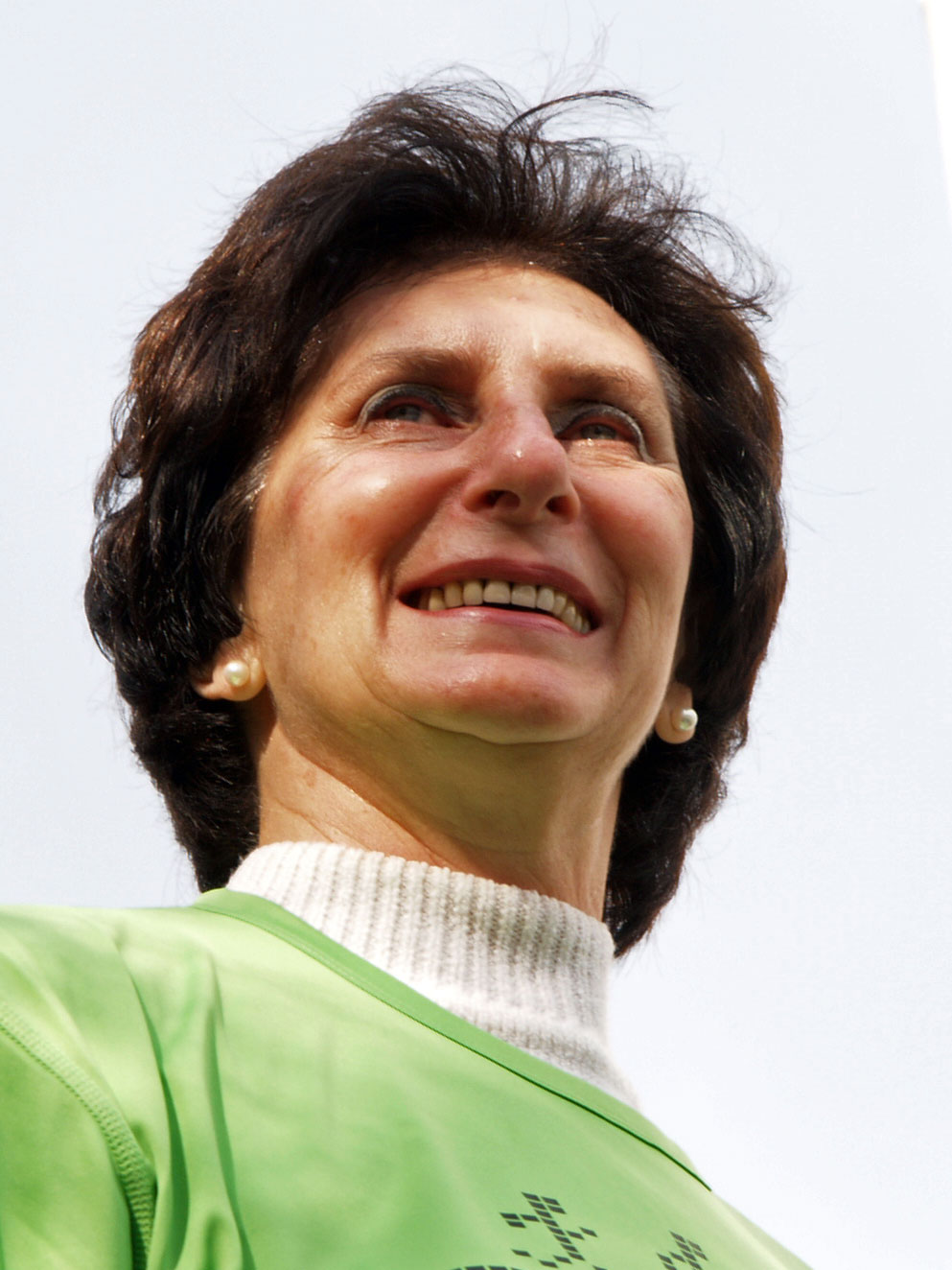
Ірена Шевінська

## Підбір кандидатів
Критерії відбору достойників (мінімальні показники) Зали Слави ІААФ:
- Дві перемоги на Олімпійських іграх або на Чемпіонатах світу
- Один світовий рекорд
- 10 років після припинення спортивної кар'єри

Після святкування сторічного ювілею ІААФ, починаючи з 1913 року, заплановане щорічне визначення 4 спортсменів – членів Зали Слави ІААФ.

## Відбіркова комісія
Для забезпечення незалежності і прозорості роботи, Відбіркова комісія Зали Слави ІААФ сформована із експертів у галузі легкої атлетики та досвідчених працівників Асоціації легкоатлетичної статистики (ATFS).
Очолює комісію – Перший віце-президент ІААФ  Роберт Херш (США) (англ. Robert Hersh (USA)), з досвідом роботи в АТФС понад 35 років.

## Члени Зали Слави IAAF
Найбільше серед перших членів Зали Слави — американців (8 спортсменів), на другому місці — українці (2 спортсмени, виступи починали ще за СРСР). Жінок — 8, чоловіків — 16. 
 2013 року членів Зали Слави стало на 12 спортсменів більше (найбільше — колишнього СРСР — 3 спортсмени, на другому місці США — 2 спортсмени). Жінок — 5, чоловіків — 7.
Всього у Залі Слави — 36 спортсменів.
ОІ — кількість перемог на Олімпійських іграх; ЧС — кількість перемог на Чемпіонаті світу; СР — кількість світових рекордів; * — примітки
Станом на 16 листопада 2013 року.
| Ім'я                     | країна          | спортивна дисципліна                                                         | анонс     | подія анонсу | інавгурація | кар'єра початок | кар'єра кінець | стаж | ОІ | ЧС | СР | *      |
| ------------------------ | --------------- | ---------------------------------------------------------------------------- | --------- | --- | ----------- | --------------- | -------------- | ---- | -- | -- | -- | ------ |
| Джессі Овенс             | США             | спринт стрибки у довжину                                                     | 8.3.2012  | Чемпіонат світу з легкої атлетики у закритих приміщеннях, Стамбул, 9-11 березня 2012                                                                      | 24.11.2012  | 1933            | 1936           | 3    | 4  |    | 6  | [ 5 ]  |
| Абебе Бікіла             | Ефіопія         | марафон                                                                      | 8.3.2012  | Чемпіонат світу з легкої атлетики у закритих приміщеннях, Стамбул, 9-11 березня 2012                                                                      | 24.11.2012  | 1957            | 1969           | 12   | 2  |    | 2  | [ 6 ]  |
| Пааво Нурмі              | Фінляндія       | біг на довгі дистанції                                                       | 8.3.2012  | Чемпіонат світу з легкої атлетики у закритих приміщеннях, Стамбул, 9-11 березня 2012                                                                      | 24.11.2012  | 1912            | 1932           | 20   | 9  |    | 22 | [ 7 ]  |
| Карл Льюїс               | США             | спринт стрибки у довжину                                                     | 8.3.2012  | Чемпіонат світу з легкої атлетики у закритих приміщеннях, Стамбул, 9-11 березня 2012                                                                      | 24.11.2012  | 1979            | 1997           | 18   | 9  | 8  | 12 | [ 8 ]  |
| Еміль Затопек            | Чехословаччина  | біг на довгі дистанції                                                       | 8.3.2012  | Чемпіонат світу з легкої атлетики у закритих приміщеннях, Стамбул, 9-11 березня 2012                                                                      | 24.11.2012  | 1940            | 1957           | 17   | 4  |    | 18 | [ 9 ]  |
| Ел Ортер                 | США             | метання диску                                                                | 8.3.2012  | Чемпіонат світу з легкої атлетики у закритих приміщеннях, Стамбул, 9-11 березня 2012                                                                      | 24.11.2012  | 1955            | 1986           | 31   | 4  |    | 3  | [ 10 ] |
| Адемар Феррейра да Сілва | Бразилія        | потрійний стрибок                                                            | 8.3.2012  | Чемпіонат світу з легкої атлетики у закритих приміщеннях, Стамбул, 9-11 березня 2012                                                                      | 24.11.2012  | 1947            | 1960           | 13   | 2  |    | 5  | [ 11 ] |
| Едвін Мозес              | США             | біг з бар'єрами                                                              | 8.3.2012  | Чемпіонат світу з легкої атлетики у закритих приміщеннях, Стамбул, 9-11 березня 2012                                                                      | 24.11.2012  | 1975            | 1988           | 13   | 2  | 2  | 4  | [ 12 ] |
| Фанні Бланкерс-Кун       | Нідерланди      | біг з перешкодами, стрибки у висоту, стрибки у довжину, п'ятиборство, спринт | 8.3.2012  | Чемпіонат світу з легкої атлетики у закритих приміщеннях, Стамбул, 9-11 березня 2012                                                                      | 24.11.2012  | 1934            | 1953           | 19   | 4  |    | 12 | [ 13 ] |
| Бетті Катберт            | Австралія       | спринт                                                                       | 8.3.2012  | Чемпіонат світу з легкої атлетики у закритих приміщеннях, Стамбул, 9-11 березня 2012                                                                      | 24.11.2012  | 1956            | 1964           | 8    | 4  |    | 16 | [ 14 ] |
| Джекі Джойнер-Керсі      | США             | семиборство, стрибки у довжину                                               | 8.3.2012  | Чемпіонат світу з легкої атлетики у закритих приміщеннях, Стамбул, 9-11 березня 2012                                                                      | 24.11.2012  | 1980            | 2000           | 20   | 3  | 4  | 7  | [ 15 ] |
| Ван Цзюнься              | КНР             | біг на довгі дистанції                                                       | 8.3.2012  | Чемпіонат світу з легкої атлетики у закритих приміщеннях, Стамбул, 9-11 березня 2012                                                                      | 24.11.2012  | 1991            | 1996           | 5    | 1  | 1  | 3  | [ 16 ] |
| Ірена Шевінська          | Польща          | спринт, стрибки у довжину                                                    | 17.5.2012 | щорічний забіг на 5 км для чоловіків і жінок у Варшаві під патронатом Ірени Шевінської і на її честь                                                      | 24.11.2012  | 1960            | 1980           | 20   | 3  |    | 10 | [ 18 ] |
| Майкл Джонсон            | США             | спринт, середні дистанції                                                    | 6.6.2012  | Нью-Йорк, «100 дітей-100 метрів — 100 років»; захід з нагоди 100-річчя ІААФ                                                                               | 24.11.2012  | 1986            | 2001           | 15   | 4  | 8  | 8  | [ 20 ] |
| Мілдред Дідріксон        | США             | метання списа, біг з бар'єрами, стрибки у висоту                             | 6.6.2012  | Нью-Йорк, «100 дітей-100 метрів — 100 років»; захід з нагоди 100-річчя ІААФ                                                                               | 24.11.2012  | 1930            | 1932           | 2    | 2  |    | 4  | [ 21 ] |
| Ден О'Браєн              | США             | десятиборство                                                                | 6.6.2012  | Нью-Йорк, «100 дітей-100 метрів — 100 років»; захід з нагоди 100-річчя ІААФ                                                                               | 24.11.2012  | 1983            | 1998           | 15   | 1  | 4  | 3  | [ 22 ] |
| Альберто Хуанторена      | Куба            | спринт, середні дистанції                                                    | 11.6.2012 | XV Латиноамериканський чемпіонат з легкої атлетики, Баркісімето, Венесуела, де Куба завоювала 18 медалей (8 золотих) і зайняла 2 загальнокомандне місце   | 24.11.2012  | 1971            | 1985           | 14   | 2  |    | 2  | [ 24 ] |
| Сергій Бубка             | Україна         | стрибки з жердиною                                                           | 25.6.2012 | Святкування століття ІААФ в Австралії і Океанії, де С.Бубка — почесний гість                                                                              | 24.11.2012  | 1975            | 2001           | 26   | 1  | 10 | 35 | [ 26 ] |
| Себастьян Коу            | Велика Британія | біг на середні дистанції                                                     | 25.6.2012 | Естафета Олімпійського вогню в Шеффілді, де голова оргкомітету XXX Олімпіади в Лондоні 2012 — Себастьян Коу виховувався і де був факелоносцем.            | 24.11.2012  | 1973            | 1990           | 17   | 2  |    | 12 | [ 27 ] |
| Кіпчоге Кейно            | Кенія           | біг на довгі дистанції                                                       | 2.7.2012  | 18-й Чемпіонат Африки в Порто-Ново, Бенін (26.06-01.07), де кенійська команда виграла 27 медалей (9 -золотих) і посіла друге місце в загальному підсумку. | 24.11.2012  | 1958            | 1973           | 15   | 2  |    | 2  | [ 29 ] |
| Пітер Снелл              | Нова Зеландія   | біг на середні дистанції                                                     | 4.8.2012  | Святкова вечеря в м. Гамільтон, Нова Зеландія, з нагоди 125-річчя заснування федерації легкої атлетики Нової Зеландії.                                    | 24.11.2012  | 1954            | 1965           | 11   | 3  |    | 12 | [ 31 ] |
| Володимир Голубничий     | Україна         | спортивна хода                                                               | 15.9.2012 | Фінальні змагання ІААФ зі спортивної ходьби 2012, Ердос, Китай                                                                                            | 24.11.2012  | 1955            | 1976           | 21   | 2  |    | 2  | [ 33 ] |
| Іоланда Балаш            | Румунія         | стрибки у висоту                                                             | 13.10.12  | Відкриття виставки Століття ІААФ в Олімпійському спортивному музеї імені Х.-А. Самаранча, Барселона, Іспанія.                                             | 24.11.2012  | 1952            | 1967           | 15   | 2  |    | 14 | [ 35 ] |
| Стефка Костадінова       | Болгарія        | стрибки у висоту                                                             | 13.10.12  | Відкриття виставки Століття ІААФ в Олімпійському спортивному музеї імені Х.-А. Самаранча, Барселона, Іспанія.                                             | 24.11.2012  | 1980            | 1998           | 18   | 1  | 7  | 3  | [ 36 ] |
| Харрісон Діллард         | США             | біг з перешкодами, спринт                                                    | 16.11.13  | World Athletics Gala 2013, Монако | 16.11.2013  | 1946            | 1956           | 10   | 4  |    | 18 |        |
| Марджорі Джексон-Нельсон | Австралія       | спринт                                                                       | 16.11.13  | World Athletics Gala 2013, Монако | 16.11.2013  | 1949            | 1954           | 5    | 2  |    | 13 | [ 37 ] |
| Ганнес Колехмайнен       | Фінляндія       | біг на довгі дистанції, марафон                                              | 16.11.13  | World Athletics Gala 2013, Монако | 16.11.2013  | 1907            | 1924           | 17   | 4  |    | 7  |        |
| Наталія Лісовська        | СРСР            | штовхання ядра                                                               | 16.11.13  | World Athletics Gala 2013, Монако | 16.11.2013  | 1982            | 1992           | 10   | 1  | 4  | 5  |        |
| Мастеркова Світлана      | Росія           | біг на середні дистанції                                                     | 16.11.13  | World Athletics Gala 2013, Монако | 16.11.2013  | 1991            | 2003           | 12   | 2  | 1  | 2  |        |
| Нуреддін Морселі         | Алжир           | біг на середні дистанції                                                     | 16.11.13  | World Athletics Gala 2013, Монако | 16.11.2013  | 1990            | 2000           | 10   | 1  | 4  | 11 |        |
| Перрі О'Браєн            | США             | штовхання ядра                                                               | 16.11.13  | World Athletics Gala 2013, Монако | 16.11.2013  | 1948            | 1964           | 16   | 2  |    | 10 |        |
| Марі-Жозе Перек          | Франція         | біг на середні дистанції                                                     | 16.11.13  | World Athletics Gala 2013, Монако | 16.11.2013  | 1988            | 2000           | 12   | 3  | 2  | 1  |        |
| Віктор Санєєв            | СРСР            | потрійний стрибок                                                            | 16.11.13  | World Athletics Gala 2013, Монако | 16.11.2013  | 1956            | 1980           | 24   | 3  |    | 3  |        |
| Юрій Сєдих               | СРСР            | метання молоту                                                               | 16.11.13  | World Athletics Gala 2013, Монако | 16.11.2013  | 1973            | 1991           | 18   | 2  | 1  | 7  | [ 38 ] |
| Дейлі Томпсон            | Велика Британія | десятиборство                                                                | 16.11.13  | World Athletics Gala 2013, Монако | 16.11.2013  | 1975            | 1990           | 15   | 2  | 1  | 4  |        |
| Грете Вайтц              | Норвегія        | біг на довгі дистанції, марафон                                              | 16.11.13  | World Athletics Gala 2013, Монако | 16.11.2013  | 1970            | 1990           | 20   |    | 1  | 2  | [ 39 ] |